# Martine de Cortanze
Martine Marie Roero de Cortanze, coneguda com a Martine de Cortanze   (Boulogne-Billancourt, 4 d'agost de 1945) és una antiga pilot francesa d'automobilisme, motociclisme i motonàutica que ha obtingut èxits en totes tres modalitats esportives. El 1979 va participar en la primera edició del Ral·li Dakar amb una Honda i va esdevenir la primera dona a acabar aquesta prova. Ha estat també dirigent esportiva i ha publicat llibres sobre les seves experiències dins el món de la competició. Va ser nomenada Cavaller de l'Orde Nacional del Mèrit el 2001 i FIM Legend el 2015.

## Biografia
Abans de decantar-se per la pràctica dels esports de motor, Martine de Cortanze va fer de periodista i agregada de premsa. Entre el 1968 i el 1972 va participar com a pilot d'automòbils al Campionat de França de ral·lis cross-country. Del 1975 al 1979 va competir com a pilot de motos al Campionat de França d'enduro i va prendre part a l'Enduro de Le Touquet. De 1978 a 1979, quan es van començar a popularitzar els ral·lis raid (o "ral·lis cross-country"), en va participar en diversos com a pilot de motos i va acabar primera en la categoria de dones a la cursa Croisière Verte del ral·li cross-country de França els anys 1978 i 1979.
De Cortanze fou una de les sis úniques dones presents a la primera edició del Ral·li Dakar (anomenat aleshores Ral·li París-Dakar), inaugurada el 26 de desembre de 1978, on va liderar la classificació femenina i va acabar la prova en la dinovena posició final absoluta (l'onzena entre les motos). Va participar en les successives edicions del ral·li des d'aquell primer any fins al 1981.
Del 1981 al 1984 va participar en diverses proves destacades d'enduro i es va situar en primera posició de la categoria femenina a les 24 Hores de Mauléon i al segon Ral·li de Tunísia (1981). El 1983 va acabar primera en categoria femenina a l'apartat d'automòbils al Ral·li del Marroc, anomenat a l'època Ral·li de l'Atles.
El 1984 va canviar les motos i els cotxes per les llanxes de motor i des d'aleshores fins al 1988 va participar en cinc temporades de regates de velocitat i d'enduro (tant en aigües interiors com en alta mar), on no hi havia categoria femenina a l'època.
El 1988, Martine de Cortanze va participar juntament amb l'astronauta francès Patrick Baudry a les proves de vol parabòlic que va fer la NASA al Centre espacial de Houston, Texas.

## Vida personal
Martine de Cortanze és filla d'Hervé i Caroline Magny. Nascuda a Boulogne-Billancourt, va anar a escola a París i Neuilly-sur-Seine. El 1972 es va casar amb Christian Roero de Cortanze, de qui actualment està divorciada.

## Obra publicada
- de Cortanze, Martine. Une fille dans le desert (en francès).  París: Solar, 1979. ISBN 2-263-00378-9.
- de Cortanze, Martine; Sabatès, Fabien; Baudet, Fr. X. Les raids. De la Croisière Noire au Rallye Paris - Alger - Dakar (en francès).  Messine, 1981. ISBN 978-2864090052.